# John Goodricke
John Goodricke (17. září 1764 Groningen – 20. dubna 1786 York) byl anglický amatérský astronom narozený v Nizozemsku. Proslavil se zejména objevem proměnnosti hvězdy Algol v souhvězdí Persea, jež je - jak víme dnes - způsobena tím, že Algol je dvojhvězdou.

## Život
Jeho otec pocházel z významné šlechtické rodiny, která svůj původ odvozovala od Viléma I. Dobyvatele. Matka byla patrně židovského původu. Jeho děd i otec působili v diplomatických službách, a proto se John narodil v Holandsku.
V dětství v důsledku neznámé choroby ohluchl a oněměl. Jeho intelektuální schopnosti to ale nesnížilo. Rodina ho poslala do školy pro neslyšící v Edinburghu. Zde se vzdělal natolik, že mohl nastoupit na akademii ve Warringtonu a úspěšně ji absolvovat, ačkoli tato škola nijak nezohledňovala jeho handicap. Zde potkal matematika Williama Enfielda, který ho nadchl pro astronomii.
Po absolvování se odstěhoval do Yorku, kam se mezitím jeho rodina přestěhovala z Nizozemska. Spřátelil se zde s jiným amatérským astronomem Edwardem Pigottem, s nímž pak úzce spolupracovali. Z altánu u Pigottova domu, jenž byl ovšem díky Edwardovu otci, astronomu Nathanielu Pigottovi, velmi slušně hvězdářsky vybaven, pozorovali oblohu a právě zde Goodricke 12. listopadu 1782 učinil svůj největší objev, a to že se hvězdě Algol nečekaně mění intenzita záření. Všiml si periodicity této proměnnosti a spočítal ji. Podal zprávu Královské astronomické společnosti a v jejím závěru navrhl jako jedno z možných vysvětlení, že v těsné blízkosti hvězdy je ještě jiný objekt, nejspíše planeta, jehož pohyb způsobuje zdánlivé kolísání intenzity záření hvězdy (samotný fakt dvojhvězdy, tedy dvou hvězd rotujících kolem společného těžiště, věda ještě neznala). Vědecký svět (hlavní slovo v tom měl známý astronom William Herschel) tehdy ovšem preferoval druhé Goodrickem nabídnuté vysvětlení, a to, že na hvězdě vznikají skvrny (podobné skvrnám na Slunci). V budoucnu bylo prokázáno, že správná je varianta dvojhvězdy, spektroskopický důkaz podal Hermann Karl Vogel roku 1889. Každopádně Goodricke za svůj objev získal prestižní Copleyho medaili za rok 1783.
Posléze objevil proměnnost záření i u jiných hvězd, jež se později ukázali být dvojhvězdami (beta Lyrae, delta Cephei). V roce 1786 se stal členem Královské společnosti. Čtyři dny na to zemřel, zřejmě v důsledku zápalu plic způsobeného nočním pozorováním hvězd.
Na univerzitě v Yorku dnes jedna z fakult nese jeho jméno: Goodricke College.